# Zatoka Niemiecka
Zatoka Niemiecka (niem. Deutsche Bucht, niderl. Duitse Bocht, fryz. Dútske Bocht, duń. Tyske Bugt) – zatoka w południowo-wschodniej części Morza Północnego, na zachód od Półwyspu Jutlandzkiego. Wybrzeże zatoki należy do Danii, Niemiec (kraje związkowe Szlezwik-Holsztyn, Hamburg i Dolna Saksonia) i Holandii. Wewnętrzna część zatoki, gdzie znajdują się estuaria rzek Łaby i Wezery, nosi nazwę Zatoki Helgolandzkiej.
Wzdłuż wybrzeża rozciąga się pas równin błotnych odsłanianych przez morze podczas odpływu, o szerokości od 10 do 30 km, od otwartego morza oddzielony przez archipelag Wysp Fryzyjskich (Morze Wattowe). Największy skok pływów obserwowany jest w okolicach Wilhelmshaven, gdzie sięga 4 m.
Na zatoce występują największe na Morzu Północnym roczne amplitudy temperatury wody powierzchniowej – od 3°C w lutym, do 17°C w sierpniu i wrześniu. Zasolenie wody w zatoce wynosi 32–34‰.
Przez zatokę przebiegają szlaki wodne wiodące do głównych niemieckich portów, jak i Kanału Kilońskiego, łączącego Morze Północne z Bałtykiem.